# Liste der Baudenkmale in Linden-Mitte
Die Liste der Baudenkmale in Linden-Mitte enthält die Baudenkmale des hannoverschen Stadtteils Linden-Mitte. Die Quelle der Baudenkmale ist der Denkmalatlas Niedersachsen. 

## Linden-Mitte

### Gruppe: Wohnhäuser Am Küchengarten 3
Die Gruppe „Wohnhäuser Am Küchengarten 3“ hat die ID 30592958.

| Lage                                           | Bezeichnung | Beschreibung                                                                   | ID       | Bild           |
| ---------------------------------------------- | ----------- | ------------------------------------------------------------------------------ | -------- | -------------- |
| Haasemannstraße 14 52° 22′ 12″ N, 9° 42′ 50″ O | Wohnhaus    |                                                                                | 30778567 |                |
| Am Küchengarten 3 52° 22′ 13″ N, 9° 42′ 51″ O  | Wohnhaus    | ehem. Städtische Bäder am Küchengarten, heute Sitz des Theater am Küchengarten | 30778543 | Weitere Bilder |
| Stephanusstraße 29 52° 22′ 12″ N, 9° 42′ 51″ O | Wohnhaus    |                                                                                | 30778587 |                |

### Gruppe: Wohnhäuser Am Lindener Berge 2–8
Die Gruppe „Wohnhäuser Am Lindener Berge 2-8“ hat die ID 30592968.

| Lage                                                 | Bezeichnung         | Beschreibung                                                                     | ID       | Bild |
| ---------------------------------------------------- | ------------------- | -------------------------------------------------------------------------------- | -------- | ---- |
| Am Lindener Berge 2 52° 21′ 57″ N, 9° 42′ 32″ O      | Wohnhaus            | Im Ensemble mit An der Martinskirche 14, 14a                                     | 30778608 |      |
| Am Lindener Berge 4 52° 21′ 56″ N, 9° 42′ 32″ O      | Wohnhaus            |                                                                                  | 30778632 |      |
| Am Lindener Berge 6 52° 21′ 56″ N, 9° 42′ 31″ O      | Wohnhaus            |                                                                                  | 30778654 |      |
| Am Lindener Berge 8 52° 21′ 56″ N, 9° 42′ 31″ O      | Wohnhaus            |                                                                                  | 30778676 |      |
| An der Martinskirche 14 52° 21′ 57″ N, 9° 42′ 33″ O  | Wohnhaus            | Im Ensemble mit „Am Lindener Berge 2, 4, 6, 8“. Es ist das ehemalige Küsterhaus. | 30778698 |      |
| An der Martinskirche 14a 52° 21′ 57″ N, 9° 42′ 33″ O | Wohnhaus            |                                                                                  | 30778720 |      |
| Badenstedter Straße 23 52° 21′ 58″ N, 9° 42′ 33″ O   | Wohn-/Geschäftshaus |                                                                                  | 30777801 |      |

### Gruppe: Stadtfriedhof Am Lindener Berge
Die Gruppe „Stadtfriedhof Am Lindener Berge“ hat die ID 30592978.

| Lage                                             | Bezeichnung               | Beschreibung | ID       | Bild           |
| ------------------------------------------------ | ------------------------- | --- | -------- | -------------- |
| Am Lindener Berge 44 52° 21′ 49″ N, 9° 42′ 13″ O | Friedhof                  | Von 1862 bis 1965 Friedhof für Linden. | 30778741 | Weitere Bilder |
| Am Lindener Berge 44 52° 21′ 53″ N, 9° 42′ 17″ O | Kapelle                   | | 30778763 | Weitere Bilder |
| Am Lindener Berge 44 52° 21′ 44″ N, 9° 42′ 13″ O | Portal                    | | 30778828 | Weitere Bilder |
| Am Lindener Berge 44 52° 21′ 46″ N, 9° 42′ 12″ O | Pavillon                  | Der Küchengartenpavillon wurde 1741 in der Nähe des heutigen Küchengartens zwischen Linden-Mitte und Linden-Nord erbaut, 1749 schuf J. P. Neumann das kuppelförmige Dach. 1914 wurde der Pavillon auf den Lindener Berg versetzt. | 30777672 | Weitere Bilder |
| Am Lindener Berge 44 52° 21′ 44″ N, 9° 42′ 8″ O  | Mauer                     | | 30778848 |                |
| Am Lindener Berge 44 52° 21′ 50″ N, 9° 42′ 15″ O | Brunnen mit Friedensengel | | 30778782 | Weitere Bilder |

### Gruppe: St. Martins-Kirche mit Turm und Kirchhof
Die Gruppe „St. Martins-Kirche mit Turm und Kirchhof“ hat die ID 41862850.

| Lage                                             | Bezeichnung | Beschreibung | ID       | Bild           |
| ------------------------------------------------ | ----------- | --- | -------- | -------------- |
| An der Martinskirche 52° 21′ 56″ N, 9° 42′ 36″ O | St. Martin  | Turmbau begonnen 1728, abgeschlossen durch Conrad Wilhelm Hase 1854, Kirchenschiff nach Zerstörung im Zweiten Weltkrieg 1955 bis 1957 nach Plänen von Dieter Oesterlen. | 41862835 | Weitere Bilder |
| An der Martinskirche 52° 21′ 57″ N, 9° 42′ 37″ O | Denkmal     | Grabmal Georg Egestorff | 30777720 | Weitere Bilder |
| An der Martinskirche 52° 21′ 57″ N, 9° 42′ 35″ O | Kirchturm   | Kirchturm St. Martins-Kirche | 30777699 |                |
| An der Martinskirche 52° 21′ 57″ N, 9° 42′ 36″ O | Vordach     | | 44666880 |                |

### Gruppe: Pariser Platz
Die Gruppe "Pariser Platz" hat die ID 30592999

| Lage                                                    | Bezeichnung | Beschreibung | ID       | Bild           |
| ------------------------------------------------------- | ----------- | ------------ | -------- | -------------- |
| Davenstedter Straße 23 52° 22′ 2″ N, 9° 42′ 38″ O       |             |              | 30776596 |                |
| Dieckbornstraße 53 52° 22′ 3″ N, 9° 42′ 37″ O           |             |              | 30776618 |                |
| Egestorffstraße 18 52° 22′ 2″ N, 9° 42′ 40″ O           |             |              | 30776641 | Weitere Bilder |
| Kirchstraße 1 52° 22′ 2″ N, 9° 42′ 39″ O                |             |              | 30776664 |                |
| Teichstraße 1 52° 22′ 3″ N, 9° 42′ 38″ O                |             |              | 30776687 |                |
| Teichstraße 2 52° 22′ 3″ N, 9° 42′ 39″ O                |             |              | 30776708 |                |
| Teichstraße 2 (Nebengebäude) 52° 22′ 3″ N, 9° 42′ 40″ O |             |              | 41552460 |                |

### Gruppe: Wohnhäuser und Villa Gartenallee
Die Gruppe "Wohnhäuser und Villa Gartenallee" hat die ID 30593032.

| Lage                                            | Bezeichnung            | Beschreibung | ID       | Bild           |
| ----------------------------------------------- | ---------------------- | --- | -------- | -------------- |
| Gartenallee 13,14,15 52° 22′ 8″ N, 9° 42′ 49″ O | Villa Stephanus (1900) | Erbaut 1900. Im Zweiten Weltkrieg teilweise zerstört, später bis 2011 als Polizeiinspektion West genutzt. Nach jahrelangem Leerstand bis 2021 zum Wohnhaus ausgebaut und renoviert. | 41302438 | Weitere Bilder |
| Gartenallee 18 52° 22′ 9″ N, 9° 42′ 48″ O       |                        | | 30776818 |                |
| Gartenallee 19 52° 22′ 9″ N, 9° 42′ 48″ O       |                        | | 30776839 |                |
| Gartenallee 20 52° 22′ 9″ N, 9° 42′ 49″ O       |                        | | 30776860 |                |
| Gartenallee 20a 52° 22′ 9″ N, 9° 42′ 50″ O      |                        | | 30776882 |                |
| Gartenallee 21 52° 22′ 9″ N, 9° 42′ 50″ O       |                        | | 30776904 |                |

### Gruppe: Von-Alten-Garten
Die Gruppe „Von-Alten-Garten“ hat die ID 30593133.

| Lage                                                        | Bezeichnung                  | Beschreibung                                          | ID       | Bild |
| ----------------------------------------------------------- | ---------------------------- | ----------------------------------------------------- | -------- | ---- |
| Von-Alten-Allee 30/31 52° 21′ 53″ N, 9° 42′ 52″ O           | Toranlage                    | Torhäuser und Portal                                  | 30777585 |      |
| Kirchstraße 17 52° 21′ 55″ N, 9° 42′ 40″ O                  | Portal des Von-Alten-Gartens | um 1700. Heute kein Zugang mehr zum Von-Alten-Garten. | 30778238 |      |
| Niemeyerstraße 17a/18 52° 21′ 58″ N, 9° 42′ 44″ O           | Portal des Von-Alten-Gartens | um 1700                                               | 30778400 |      |
| Niemeyerstraße 16 / Kirchstraße 52° 21′ 56″ N, 9° 42′ 40″ O | Gartenmauer                  | Bruchsteinmauer entlang der Kirchstraße               | 30778380 |      |
| Von Alten Garten 52° 21′ 53″ N, 9° 42′ 47″ O                | Schlossterrasse              |                                                       | 30781048 |      |

### Sonstige Baudenkmale
| Lage | Bezeichnung                            | Beschreibung | ID       | Bild           |
| --- | -------------------------------------- | --- | -------- | -------------- |
| Am Lindener Berge 12 52° 21′ 55″ N, 9° 42′ 29″ O | Schule                                 | Die ehemalige Städtische Mittelschule 3 ist heute Teil der IGS Linden. | 30777606 |                |
| Am Lindener Berge 16 52° 21′ 54″ N, 9° 42′ 27″ O | Wohn-/Wirtschaftsgebäude               | | 30777627 |                |
| Am Lindener Berge 36 52° 21′ 48″ N, 9° 42′ 20″ O | Villa Osmers                           | [ 1 ] | 30777651 | Weitere Bilder |
| Am Lindener Berge 38 52° 21′ 48″ N, 9° 42′ 20″ O | Jazzclub                               | Berggasthaus (Jazz Club Hannover, Mittwoch-Theater) | 30781653 |                |
| Badenstedter Straße 3 52° 22′ 0″ N, 9° 42′ 44″ O | Katholisch-apostolische Kapelle        | [ 1 ] | 30777739 | Weitere Bilder |
| Badenstedter Straße 12 52° 21′ 59″ N, 9° 42′ 37″ O | Wohnhaus                               | Badenstedter Straße 12 | 30777760 | Weitere Bilder |
| Badenstedter Straße 14 52° 21′ 59″ N, 9° 42′ 34″ O | Schule                                 | [ 1 ] | 30777780 | Weitere Bilder |
| Badenstedter Straße 35 52° 21′ 56″ N, 9° 42′ 28″ O | Wohnhaus und Turnhalle                 | [ 1 ] | 30777822 | Weitere Bilder |
| Badenstedter Straße 37 52° 21′ 56″ N, 9° 42′ 27″ O | Gertruden-Marien-Heim                  | [ 1 ] | 30777862 | Weitere Bilder |
| Badenstedter Straße 39 52° 21′ 56″ N, 9° 42′ 25″ O | Wohnhaus                               | [ 1 ] | 30777882 |                |
| Beethovenstraße 2, 4, 6, 7, 8, 10, 12 52° 22′ 5″ N, 9° 42′ 35″ O | Beethovenstraße                        | Baudenkmalgruppe Beethovenstraße | 30592989 |                |
| Beethovenstraße 5 52° 22′ 4″ N, 9° 42′ 33″ O | Schule                                 | Ehemaliges Gebäude der Humboldtschule | 30777902 |                |
| Blumenauer Straße 1 52° 22′ 6″ N, 9° 43′ 10″ O | Wohn- und Geschäftshaus                | | 30777922 |                |
| Brauhofstraße 9 52° 21′ 59″ N, 9° 42′ 32″ O | Wohnhaus                               | | 30777942 | Weitere Bilder |
| Brauhofstraße 11 52° 21′ 59″ N, 9° 42′ 33″ O | Wohn- und Geschäftshaus                | | 30777962 |                |
| Davenstedter Straße 4 52° 22′ 4″ N, 9° 42′ 50″ O | Villa Stephanus                        | | 30777982 | Weitere Bilder |
| Davenstedter Straße 6 52° 22′ 4″ N, 9° 42′ 49″ O | Wohnhaus                               | | 30778005 |                |
| Davenstedter Straße 14 52° 22′ 4″ N, 9° 42′ 45″ O | Grundschule Am Lindener Markt          | | 30778025 |                |
| Dieckbornstraße 36, 37, 38, 39, 40, 41, 42 52° 22′ 10″ N, 9° 42′ 34″ O | Gruppe Dieckbornstraße 36-42           | Im Ensemble. | 30593009 |                |
| Davenstedter Straße 28 52° 22′ 2″ N, 9° 42′ 31″ O | Wohnhaus                               | | 30778046 |                |
| Davenstedter Straße 29 52° 22′ 2″ N, 9° 42′ 36″ O | Wohnhaus                               | | 30778066 |                |
| Davenstedter Straße 31 52° 22′ 2″ N, 9° 42′ 35″ O | Villa, ehemalige Dörriesschule         | | 30778086 | Weitere Bilder |
| Deisterstraße 16 52° 22′ 1″ N, 9° 43′ 10″ O | Wohnhaus                               | | 30778113 |                |
| Egestorffstraße / Niemeyerstraße 52° 21′ 59″ N, 9° 42′ 50″ O | Normaluhr                              | Falke-Uhr Egestorffstraße | 30778135 | Weitere Bilder |
| Egestorffstraße 2, 4, 6, 8 52° 22′ 1″ N, 9° 42′ 48″ O | Wohn-/Geschäftshäuser Egestorffstraße  | Im Ensemble. | 30593022 |                |
| Eleonorenstraße 18 52° 22′ 4″ N, 9° 42′ 58″ O | Ehemalige Schule                       | | 30778155 |                |
| Falkenstraße 16 52° 22′ 2″ N, 9° 43′ 3″ O | Wohnhaus                               | | 30778178 |                |
| Falkenstraße 21 52° 22′ 0″ N, 9° 42′ 59″ O | Doppel-Wohn- und Geschäftshaus         | | 30778197 |                |
| Falkenstraße 21a 52° 22′ 0″ N, 9° 42′ 59″ O | Doppel-Wohn- und Geschäftshaus         | | 30781342 |                |
| Falkenstraße 23 52° 22′ 0″ N, 9° 42′ 57″ O | villenartiges Wohnhaus                 | | 30778217 |                |
| Haasemannstraße 2, 4, 5, 6, 7, 8, 9, 10, 11, 12 52° 22′ 11″ N, 9° 42′ 49″ O | Wohnhäuser Haasemannstraße             | Baudenkmal-Gruppe | 30593042 |                |
| Jacobsstraße 8 52° 22′ 5″ N, 9° 43′ 4″ O |                                        | Im Ensemble mit Minister-Stüve-Straße 7, 9. | 30777128 |                |
| Jacobsstraße 10, 11, 12, 13, 14, 16 52° 22′ 8″ N, 9° 43′ 3″ O | Wohnhäuser Jacobsstraße                | Im Ensemble. | 30593062 | Weitere Bilder |
| Minister-Stüve-Straße 7 52° 22′ 6″ N, 9° 43′ 6″ O |                                        | Im Ensemble mit Jacobsstraße 8. | 30777150 |                |
| Minister-Stüve-Straße 9 52° 22′ 6″ N, 9° 43′ 5″ O |                                        | Im Ensemble mit Jacobsstraße 8. | 30777171 |                |
| Konkordiastraße 1 52° 22′ 7″ N, 9° 42′ 33″ O |                                        | Im Ensemble mit Konkordiastraße 2, 3, 4, 5, 6, 7, 8, 9, 10, 11, 12, 13, 14 (mit Hinterhaus), 15. | 30779318 |                |
| Konkordiastraße 2 52° 22′ 8″ N, 9° 42′ 33″ O | Wohnhaus                               | Im Ensemble mit Konkordiastraße 1, 3, 4, 5, 6, 7, 8, 9, 10, 11, 12, 13, 14 (mit Hinterhaus), 15. Dreigeschossiger, spänniger, traufständiger Bau aus rotem Klinker mit Putzdekor und Satteldach, rückwärtig erschlossen, erbaut um 1890. Kriegsschäden waren 1952 beseitigt. | 30779341 |                |
| Konkordiastraße 1, 2, 3, 4, 5, 6, 7, 8, 9, 10, 11, 12, 13, 14 (mit Hinterhaus), 15 52° 22′ 10″ N, 9° 42′ 30″ O | Wohn-/Geschäftshäuser Konkordiastraße  | Baudenkmalgruppe | 30593072 |                |
| Lichtenbergplatz 1, 2, 2a, 3, 4, 5, 6, 7, 8 52° 22′ 7″ N, 9° 42′ 46″ O | Wohnhäuser Lichtenbergplatz            | Im Ensemble. | 30593083 | Weitere Bilder |
| Lindener Marktplatz 1, 2, 3, 4, 5, 6, 7, 8, 9, 10, 12 52° 22′ 2″ N, 9° 42′ 52″ O | Wohnhäuser Lindener Marktplatz         | Im Ensemble mit Lindener Marktbrunnen und Stephanusstraße 1. | 30593093 | Weitere Bilder |
| Lindener Marktbrunnen 52° 22′ 1″ N, 9° 42′ 52″ O | Nachtwächterbrunnen (1896)             | Im Ensemble mit Lindener Marktplatz 1, 2, 3, 4, 5, 6, 7, 8, 9, 10, 12 und Stephanusstraße 1. | 30777439 | Weitere Bilder |
| Stephanusstraße 1 52° 22′ 5″ N, 9° 42′ 52″ O |                                        | Im Ensemble mit Lindener Marktbrunnen und Lindener Marktplatz 1, 2, 3, 4, 5, 6, 7, 8, 9, 10, 12. | 30777461 |                |
| Minister-Stüve-Straße 14, 16, 17, 18, 19 52° 22′ 6″ N, 9° 43′ 1″ O | Wohnhäuser Minister-Stüve-Straße 14-19 | Im Ensemble. | 30593103 |                |
| Niemeyerstraße 6 52° 22′ 0″ N, 9° 42′ 49″ O | Wohn- und Geschäftshaus                | | 30778260 |                |
| Niemeyerstraße 10 52° 21′ 59″ N, 9° 42′ 45″ O | Wohnhaus                               | | 30778280 |                |
| Niemeyerstraße 11 52° 21′ 59″ N, 9° 42′ 45″ O | Wohnhaus                               | | 30778300 |                |
| Niemeyerstraße 12 52° 21′ 58″ N, 9° 42′ 43″ O | Villa                                  | | 30778320 | Weitere Bilder |
| Niemeyerstraße 13 52° 21′ 58″ N, 9° 42′ 42″ O | Wohnhaus                               | | 30778342 | Weitere Bilder |
| Niemeyerstraße 14 52° 21′ 58″ N, 9° 42′ 41″ O | Wohnhaus                               | | 30778361 |                |
| Niemeyerstraße 15 52° 21′ 58″ N, 9° 42′ 40″ O | Villa                                  | | 30776571 | Weitere Bilder |
| Niemeyerstraße 15 52° 21′ 58″ N, 9° 42′ 40″ O | Einfriedung                            | | 30781443 |                |
| Niemeyerstraße 16 52° 21′ 57″ N, 9° 42′ 40″ O | Parkmauer                              | | 30778380 |                |
| Niemeyerstraße 16 52° 21′ 57″ N, 9° 42′ 41″ O | Villa                                  | Im Ensemble. | 30779833 | Weitere Bilder |
| Niemeyerstraße 17 52° 21′ 57″ N, 9° 42′ 42″ O | Villa                                  | Im Ensemble. | 30779855 | Weitere Bilder |
| Schwarzer Bär 2 52° 22′ 5″ N, 9° 43′ 14″ O | Capitol-Hochhaus                       | Erbaut 1930 am Schwarzer Bären nach Plänen von Friedrich Hartjenstein. | 30778420 | Weitere Bilder |
| Schwarzer Bär 6 52° 22′ 5″ N, 9° 43′ 9″ O | Wohn- und Geschäftshaus                | | 30778445 |                |
| Stephanusstraße 3, 5, 7, 9, 11, 13, 15 52° 22′ 6″ N, 9° 42′ 52″ O | Wohn-/Geschäftshäuser Stephanusstraße  | Baudenkmal-Gruppe | 30593123 |                |
| Teichstraße 8 52° 22′ 6″ N, 9° 42′ 43″ O | Feuerwache, Westgebäude                | | 30778484 |                |
| Von-Alten-Allee 6 52° 21′ 56″ N, 9° 43′ 4″ O | Villa                                  | | 30778506 | Weitere Bilder |
| Von-Alten-Allee 6 52° 21′ 56″ N, 9° 43′ 5″ O | Einfriedung des Grundstücks            | | 41267353 |                |
| Von-Alten-Garten 52° 21′ 53″ N, 9° 42′ 52″ O | Brüningstein                           | Sühnekreuz | 30778525 |                |
| Wittekindstraße 1, 2, 3, 4, 4a, 5, 6, 7, 8, 9, 10, 11, 12, 13, 14, 15, 16, 17, 18 (Bild), 19, 20, 20a, 21, 22, 24, 24a, 26, 27, 28, 29, 30, 31, 32, 33, 34, 35, 36, 37, 38, 39, 40, 41, 43 52° 22′ 7″ N, 9° 42′ 32″ O | Wohnhäuser Wittekindstraße             | Im Ensemble mit Dieckbornstraße 7, 8, 44 und Nieschlagstraße 6, 7, 28, 29. | 30593144 |                |
| Dieckbornstraße 7, 8 (Bild), 44 52° 22′ 8″ N, 9° 42′ 36″ O |                                        | Im Ensemble mit Wittekindstraße 1, 2, 3, 4, 4a, 5, 6, 7, 8, 9, 10, 11, 12, 13, 14, 15, 16, 17, 18, 19, 20, 20a, 21, 22, 24, 24a, 26, 27, 28, 29, 30, 31, 32, 33, 34, 35, 36, 37, 38, 39, 40, 41, 43 und Nieschlagstraße 6, 7, 28, 29.                                        |          |                |
| Nieschlagstraße 6, 7, 28, 29 52° 22′ 5″ N, 9° 42′ 28″ O |                                        | Im Ensemble mit Dieckbornstraße 7, 8, 44 und Wittekindstraße 1, 2, 3, 4, 4a, 5, 6, 7, 8, 9, 10, 11, 12, 13, 14, 15, 16, 17, 18, 19, 20, 20a, 21, 22, 24, 24a, 26, 27, 28, 29, 30, 31, 32, 33, 34, 35, 36, 37, 38, 39, 40, 41, 43.                                            |          |                |
| Küchengartenstraße 1 52° 22′ 6″ N, 9° 42′ 45″ O | Feuerwache, Ostgebäude                 | | 30781067 |                |